# 1906-os magyar asztalitenisz-bajnokság
Az 1906-os magyar asztalitenisz-bajnokság a második magyar bajnokság volt. A bajnokságot április 6. és 8. között rendezték meg Budapesten, a MAFC helyiségében (Kerepesi út 9/b.).

## Eredmények
| Versenyszám  | Arany              | Arany | Ezüst                    | Ezüst | Bronz             | Bronz |
| ------------ | ------------------ | ----- | ------------------------ | ----- | ----------------- | ----- |
| Férfi egyéni | Tolnay József MAFC |       | Horner Jenő Budapesti AK |       | Ságody Ervin MAFC |       |